# SURF
SURF står för Speeded Up Robust Features och är en algoritm inom datorseende för att extrahera nyckelpunkter som är opåverkade av skala, rotation och belysning. Den bygger vidare på idéer som introducerades i och med SIFT, men är många gånger snabbare , samtidigt som prestandan är helt jämförbar .
Anledningen till den stora hastighetsökningen är användandet av "integralbilder", vilka möjliggör beräknandet av summor över vilka rektangulära områden som helst med endast tre operationer, oberoende av storlek. Derivator approximeras i SURF med rektangulära filter.